# Nina Chuba/Diskografie
Diese Diskografie ist eine Übersicht über die musikalischen Werke der deutschen Sängerin und Rapperin Nina Chuba. Den Schallplattenauszeichnungen zufolge hat sie bisher mehr als 3,3 Millionen Tonträger verkauft. Ihre erfolgreichste Veröffentlichung ist die Single Wildberry Lillet mit über 960.000 verkauften Einheiten.

## Alben

### Studioalben
| Jahr | Titel Musiklabel         | Höchstplatzierung, Gesamtwochen, AuszeichnungChartplatzierungen (Jahr, Titel, Musiklabel, Platzierungen, Wochen, Auszeichnungen, Anmerkungen) | Höchstplatzierung, Gesamtwochen, AuszeichnungChartplatzierungen (Jahr, Titel, Musiklabel, Platzierungen, Wochen, Auszeichnungen, Anmerkungen) | Höchstplatzierung, Gesamtwochen, AuszeichnungChartplatzierungen (Jahr, Titel, Musiklabel, Platzierungen, Wochen, Auszeichnungen, Anmerkungen) | Anmerkungen                                                |
| Jahr | Titel Musiklabel         | DE | AT | CH | Anmerkungen                                                |
| ---- | ------------------------ | --- | --- | --- | ---------------------------------------------------------- |
| 2023 | Glas Jive Records (Sony) | DE1 Gold · (… Wo.)DE | AT1 (… Wo.)AT | CH5 Gold · (… Wo.)CH | Erstveröffentlichung: 24. Februar 2023 Verkäufe: + 110.000 |

### EPs
| Jahr | Titel Musiklabel                | Höchstplatzierung, Gesamtwochen, AuszeichnungChartplatzierungen (Jahr, Titel, Musiklabel, Platzierungen, Wochen, Auszeichnungen, Anmerkungen) | Höchstplatzierung, Gesamtwochen, AuszeichnungChartplatzierungen (Jahr, Titel, Musiklabel, Platzierungen, Wochen, Auszeichnungen, Anmerkungen) | Höchstplatzierung, Gesamtwochen, AuszeichnungChartplatzierungen (Jahr, Titel, Musiklabel, Platzierungen, Wochen, Auszeichnungen, Anmerkungen) | Anmerkungen                            |
| Jahr | Titel Musiklabel                | DE | AT | CH | Anmerkungen                            |
| ---- | ------------------------------- | --- | --- | --- | -------------------------------------- |
| 2020 | Power Selbstverlag              | — | — | — | Erstveröffentlichung: 31. Juli 2020    |
| 2021 | Average Mag Musik (MM)          | — | — | — | Erstveröffentlichung: 4. Juni 2021     |
| 2024 | Farbenblind Jive Records (Sony) | DE3 (12 Wo.)DE | AT5 (7 Wo.)AT | CH14 (5 Wo.)CH | Erstveröffentlichung: 6. Dezember 2024 |

## Singles

### Als Leadmusikerin
| Jahr | Titel Album                                   | Höchstplatzierung, Gesamtwochen, AuszeichnungChartplatzierungen (Jahr, Titel, Album, Platzierungen, Wochen, Auszeichnungen, Anmerkungen) | Höchstplatzierung, Gesamtwochen, AuszeichnungChartplatzierungen (Jahr, Titel, Album, Platzierungen, Wochen, Auszeichnungen, Anmerkungen) | Höchstplatzierung, Gesamtwochen, AuszeichnungChartplatzierungen (Jahr, Titel, Album, Platzierungen, Wochen, Auszeichnungen, Anmerkungen) | Anmerkungen                                                                 | [↑]: gemeinsam behandelt mit vorhergehendem Eintrag; [←]: in beiden Charts platziert |
| Jahr | Titel Album                                   | DE | AT | CH | Anmerkungen                                                                 |                                                                                      |
| --- | --------------------------------------------- | --- | --- | --- | --------------------------------------------------------------------------- | ------------------------------------------------------------------------------------ |
| 2018 | My Time –                                     | — | — | — | Erstveröffentlichung: 7. Oktober 2018                                       |                                                                                      |
| 2019 | White Shirt Power                             | — | — | — | Erstveröffentlichung: 26. Juli 2019                                         |                                                                                      |
| 2019 | I Owe You Nothing Power                       | — | — | — | Erstveröffentlichung: 11. Oktober 2019                                      |                                                                                      |
| 2019 | Lips Shut Power                               | — | — | — | Erstveröffentlichung: 6. Dezember 2019                                      |                                                                                      |
| 2020 | I Can’t Sleep Power                           | — | — | — | Erstveröffentlichung: 13. März 2020                                         |                                                                                      |
| 2020 | Power                                         | — | — | — | Erstveröffentlichung: 1. Mai 2020                                           |                                                                                      |
| 2020 | King –                                        | — | — | — | Erstveröffentlichung: 22. Mai 2020 mit Pablo Bravas                         |                                                                                      |
| 2020 | Jungle Power                                  | — | — | — | Erstveröffentlichung: 31. Juli 2020                                         |                                                                                      |
| 2020 | Trying Not to Think About You –               | — | — | — | Erstveröffentlichung: 23. Oktober 2020 mit Filous                           |                                                                                      |
| 2020 | Babylon Fall Average                          | — | — | — | Erstveröffentlichung: 27. November 2020                                     |                                                                                      |
| 2021 | Yellow Black Blue Average                     | — | — | — | Erstveröffentlichung: 29. Januar 2021                                       |                                                                                      |
| 2021 | Who Hurt You Average                          | — | — | — | Erstveröffentlichung: 5. März 2021                                          |                                                                                      |
| 2021 | 22s –                                         | — | — | — | Erstveröffentlichung: 19. März 2021 mit Dillistone & Koko                   |                                                                                      |
| 2021 | Levitating Average                            | — | — | — | Erstveröffentlichung: 30. April 2021                                        |                                                                                      |
| 2021 | Neben mir Glas                                | DE— aDE | — | — | Erstveröffentlichung: 1. Oktober 2021                                       |                                                                                      |
| 2021 | Molly Moon –                                  | — | — | — | Erstveröffentlichung: 29. Oktober 2021                                      |                                                                                      |
| 2021 | Alles gleich Glas                             | — | — | — | Erstveröffentlichung: 10. Dezember 2021                                     |                                                                                      |
| 2022 | Nicht allein –                                | — | — | — | Erstveröffentlichung: 21. Januar 2022                                       |                                                                                      |
| 2022 | Femminello Glas                               | DE— bDE | — | — | Erstveröffentlichung: 6. Mai 2022                                           |                                                                                      |
| 2022 | Tracksuit Velours Glas                        | — | — | — | Erstveröffentlichung: 17. Juni 2022                                         |                                                                                      |
| 2022 | Wildberry Lillet Glas                         | DE1 ×2Doppelplatin · (130 Wo.)DE | AT1 ×4Vierfachplatin · (65 Wo.)AT | CH6 ×2Doppelplatin · (54 Wo.)CH | Erstveröffentlichung: 12. August 2022 Verkäufe: + 960.000                   |                                                                                      |
| 2022 | Ich hass dich Glas                            | DE8 Platin · (87 Wo.)DE | AT12 Platin · (8 Wo.)AT | CH31 Gold · (4 Wo.)CH | Erstveröffentlichung: 7. Oktober 2022 Verkäufe: + 640.000; feat. Chapo102   |                                                                                      |
| 2022 | Fieber Glas                                   | DE— cDE | AT53 Gold (Glatteis) · (3 Wo.)AT | CH74 (1 Wo.)CH | Erstveröffentlichung: 2. Dezember 2022 Verkäufe: + 15.000; Doppel-A-Single  |                                                                                      |
| 2022 | Glatteis Glas                                 | DE19 Gold · (20 Wo.)DE[AT: ↑][CH: ↑] | AT53 Gold (Glatteis) · (3 Wo.)AT | CH74 (1 Wo.)CH | Erstveröffentlichung: 2. Dezember 2022 Verkäufe: + 315.000; Doppel-A-Single |                                                                                      |
| 2023 | Mangos mit Chili Glas                         | DE4 Platin · (70 Wo.)DE | AT13 Platin · (29 Wo.)AT | CH56 Gold · (8 Wo.)CH | Erstveröffentlichung: 3. Februar 2023 Verkäufe: + 640.000                   |                                                                                      |
| 2023 | Ich glaub ich will heut nicht mehr gehen Glas | DE13 (7 Wo.)DE | AT16 Gold · (3 Wo.)AT | CH28 (3 Wo.)CH | Erstveröffentlichung: 23. Februar 2023 Verkäufe: + 15.000; feat. Provinz    |                                                                                      |
| 2024 | Nina –                                        | DE15 (12 Wo.)DE | AT26 (5 Wo.)AT | CH28 (4 Wo.)CH | Erstveröffentlichung: 12. April 2024                                        |                                                                                      |
| 2024 | 80qm –                                        | DE15 (7 Wo.)DE | AT25 (4 Wo.)AT | CH38 (2 Wo.)CH | Erstveröffentlichung: 24. Mai 2024                                          |                                                                                      |
| 2024 | Fata Morgana Farbenblind                      | DE2 Gold · (… Wo.)DE | AT3 Gold · (24 Wo.)AT | CH7 (11 Wo.)CH | Erstveröffentlichung: 8. November 2024 Verkäufe: + 315.000                  |                                                                                      |
| 2024 | Fliegen Farbenblind                           | DE23 (6 Wo.)DE | AT32 (2 Wo.)AT | CH35 (1 Wo.)CH | Erstveröffentlichung: 22. November 2024                                     |                                                                                      |
| 2025 | Ende –                                        | DE36 (1 Wo.)DE | AT52 (1 Wo.)AT | CH80 (1 Wo.)CH | Erstveröffentlichung: 28. Februar 2025                                      |                                                                                      |
| 2025 | Unsicher –                                    | DE3 (17 Wo.)DE | AT1 (… Wo.)AT | CH2 (… Wo.)CH | Erstveröffentlichung: 4. April 2025                                         |                                                                                      |
| 2025 | Wenn das Liebe ist –                          | DE2 (… Wo.)DE | AT2 (… Wo.)AT | CH6 (5 Wo.)CH | Erstveröffentlichung: 30. Mai 2025                                          |                                                                                      |
| 2025 | Rage Girl –                                   | DE17 (6 Wo.)DE | AT22 (4 Wo.)AT | CH65 (1 Wo.)CH | Erstveröffentlichung: 27. Juni 2025                                         |                                                                                      |
| 2025 | Fucked Up –                                   | — | — | — | Erstveröffentlichung: 15. August 2025 feat. Makko                           |                                                                                      |
| Folgende Lieder erschienen nicht als Single, wurden aber durch das Album zum Download und Streaming bereitgestellt und konnten somit eine Platzierung erlangen: |                                               | | | |                                                                             |                                                                                      |
| |                                               | | | |                                                                             |                                                                                      |
| 2024 | Farbenblind                                   | DE73 (1 Wo.)DE | — | — | Charteinstieg: 13. Dezember 2024                                            |                                                                                      |
| 2024 | Waldbrand Farbenblind                         | DE73 (1 Wo.)DE | — | — | Charteinstieg: 20. Dezember 2024                                            |                                                                                      |

### Als Gastmusikerin
| Jahr | Titel Album                           | Höchstplatzierung, Gesamtwochen, AuszeichnungChartplatzierungen (Jahr, Titel, Album, Platzierungen, Wochen, Auszeichnungen, Anmerkungen) | Höchstplatzierung, Gesamtwochen, AuszeichnungChartplatzierungen (Jahr, Titel, Album, Platzierungen, Wochen, Auszeichnungen, Anmerkungen) | Höchstplatzierung, Gesamtwochen, AuszeichnungChartplatzierungen (Jahr, Titel, Album, Platzierungen, Wochen, Auszeichnungen, Anmerkungen) | Anmerkungen                                                                         |
| Jahr | Titel Album                           | DE | AT | CH | Anmerkungen                                                                         |
| ---- | ------------------------------------- | --- | --- | --- | ----------------------------------------------------------------------------------- |
| 2020 | Modo avión –                          | — | — | — | Erstveröffentlichung: 17. April 2020 Greg Taro feat. Nina Chuba                     |
| 2020 | Regrets (Better in My Bed) –          | — | — | — | Erstveröffentlichung: 18. September 2020 Lahos feat. Nina Chuba                     |
| 2020 | I Can’t Sleep –                       | — | — | — | Erstveröffentlichung: 6. November 2020 Somma feat. Nina Chuba                       |
| 2021 | Call You Mine –                       | — | — | — | Erstveröffentlichung: 23. April 2021 David Puentez feat. Nina Chuba                 |
| 2021 | Breaking with You –                   | — | — | — | Erstveröffentlichung: 7. Mai 2021 Somma feat. Nina Chuba                            |
| 2021 | Shooting Star –                       | — | — | — | Erstveröffentlichung: 28. Mai 2021 Palastic feat. Nina Chuba                        |
| 2021 | Freakshow Yes EP                      | — | — | — | Erstveröffentlichung: 6. Oktober 2021 ALX feat. Nina Chuba                          |
| 2021 | Der letzte Song (Alles wird gut) –    | DE— dDE | AT— dAT | CH— dCH | Erstveröffentlichung: 17. Dezember 2021 Kummer feat. Nina Chuba                     |
| 2022 | Zorn & Liebe                          | DE55 (1 Wo.)DE | AT— GoldAT | CH— GoldCH | Erstveröffentlichung: 11. Februar 2022 Verkäufe: + 25.000; Provinz feat. Nina Chuba |
| 2022 | Heavy Metal Love –                    | DE36 Gold · (23 Wo.)DE | AT— GoldAT | CH— GoldCH | Erstveröffentlichung: 8. Juli 2022 Verkäufe: + 325.000; Begleitgesang bei Twocolors |
| 2023 | AMG –                                 | DE8 (2 Wo.)DE | AT14 (1 Wo.)AT | CH19 (1 Wo.)CH | Erstveröffentlichung: 10. März 2023 RIN feat. Nina Chuba                            |
| 2024 | Randali Helldunkel                    | DE28 (8 Wo.)DE | — | — | Erstveröffentlichung: 27. Juni 2024 Chapo102 feat. Nina Chuba                       |
| 2024 | Fühlst du gar nichts? Schlaraffenland | DE33 (6 Wo.)DE | AT49 (4 Wo.)AT | CH82 (1 Wo.)CH | Erstveröffentlichung: 20. September 2024 Ennio feat. Nina Chuba                     |
| 2024 | Liebe Nur für dich 2                  | DE8 (5 Wo.)DE | AT17 (2 Wo.)AT | CH34 (1 Wo.)CH | Erstveröffentlichung: 24. Oktober 2024 Ufo361 feat. Nina Chuba                      |

## Musikvideos
| Jahr | Titel                                    | Regie            |
| ---- | ---------------------------------------- | ---------------- |
| 2021 | Beluga                                   | Søren Schaller   |
| 2021 | Neben mir                                | MG Video         |
| 2021 | Molly Moon                               | Saymyname        |
| 2021 | Alles gleich                             | Fabio Rizzetto   |
| 2022 | Zorn & Liebe                             | Nikko Hunt       |
| 2022 | Femminello                               | MG Video         |
| 2022 | Tracksuit Velours                        |                  |
| 2022 | Heavy Metal Love                         | Twocolors        |
| 2022 | Wildberry Lillet (Remix)                 | Ale Ruiz-Zorilla |
| 2022 | Ich hass dich                            | Chehad Abdallah  |
| 2022 | Fieber / Glatteis                        | Jakub Rzucidlo   |
| 2023 | Mangos mit Chili                         | Jakub Rzucidlo   |
| 2023 | Ich glaub ich will heut nicht mehr gehen | Jakub Rzucidlo   |
| 2023 | AMG                                      | Maik Schuster    |
| 2024 | Nina                                     | Tatjana Wenig    |
| 2024 | 80qm                                     | Tatjana Wenig    |
| 2024 | Randali                                  | Antemilio        |
| 2024 | Fata Morgana                             | Felix Aaron      |
| 2024 | Fliegen                                  | Pierre Beecroft  |
| 2024 | Waldbrand                                | Jeremi Durand    |
| 2025 | Ende                                     | Kitty Schumacher |
| 2025 | Unsicher                                 | Jakob Marwein    |
| 2025 | Wenn das Liebe ist                       | Laura Vifer      |
| 2025 | Rage Girl                                | Tatjana Wenig    |
| 2025 | Fucked Up                                | Josy Hoang Vu Le |

## Autorenbeteiligungen
| Jahr | Titel Album                 | Höchstplatzierung, Gesamtwochen, AuszeichnungChartplatzierungen (Jahr, Titel, Album, Platzierungen, Wochen, Auszeichnungen, Anmerkungen) | Höchstplatzierung, Gesamtwochen, AuszeichnungChartplatzierungen (Jahr, Titel, Album, Platzierungen, Wochen, Auszeichnungen, Anmerkungen) | Höchstplatzierung, Gesamtwochen, AuszeichnungChartplatzierungen (Jahr, Titel, Album, Platzierungen, Wochen, Auszeichnungen, Anmerkungen) | Anmerkungen                                                                 |
| Jahr | Titel Album                 | DE | AT | CH | Anmerkungen                                                                 |
| ---- | --------------------------- | --- | --- | --- | --------------------------------------------------------------------------- |
| 2022 | Jalousien Spirit of Ecstasy | DE78 (1 Wo.)DE | — | — | Erstveröffentlichung: 25. März 2022 Interpretation: ART feat. Madeline Juno |
| 2022 | Was Besseres Weißes Herz    | DE67 (6 Wo.)DE | — | — | Erstveröffentlichung: 17. Juni 2022 Interpretation: Ayliva feat. Mudi       |

## Sonderveröffentlichungen
| Jahr | Titel Album                           | Anmerkungen                                                       |
| ---- | ------------------------------------- | ----------------------------------------------------------------- |
| 2021 | Freakshow Yes EP                      | Erstveröffentlichung: 15. Oktober 2021 ALX feat. Nina Chuba       |
| 2022 | Zorn & Liebe                          | Erstveröffentlichung: 16. September 2022 Provinz feat. Nina Chuba |
| 2023 | Tauchen Insomnia                      | Erstveröffentlichung: 17. März 2023 Trettmann feat. Nina Chuba    |
| 2024 | Randali Helldunkel                    | Erstveröffentlichung: 22. August 2024 Chapo102 feat. Nina Chuba   |
| 2024 | Fühlst du gar nichts? Schlaraffenland | Erstveröffentlichung: 20. September 2024 Ennio feat. Nina Chuba   |
| 2024 | Liebe Nur für dich 2                  | Erstveröffentlichung: 25. Oktober 2024 Ufo361 feat. Nina Chuba    |

## Statistik

### Chartauswertung
Die folgenden Statistiken bieten eine Übersicht der Charterfolge von Nina Chuba in den Album- und Singlecharts. Es ist zu beachten, dass bei den Singles nur Interpretationen und keine Autorenbeteiligungen berücksichtigt wurden.
|                     | DE    | AT    | CH    |
| ------------------- | ----- | ----- | ----- |
| Nummer-eins-Alben   | DE1DE | AT1AT | CH—CH |
| Top-10-Alben        | DE2DE | AT2AT | CH1CH |
| Alben in den Charts | DE2DE | AT2AT | CH2CH |

|                       | DE     | AT     | CH     |
| --------------------- | ------ | ------ | ------ |
| Nummer-eins-Singles   | DE1DE  | AT2AT  | CH—CH  |
| Top-10-Singles        | DE8DE  | AT4AT  | CH4CH  |
| Singles in den Charts | DE21DE | AT16AT | CH15CH |

### Auszeichnungen für Musikverkäufe
| 2× Platin-Schallplatte - Polen - 2023: für die Single Heavy Metal Love |

Anmerkung: Auszeichnungen in Ländern aus den Charttabellen bzw. Chartboxen sind in ebendiesen zu finden.
| Land/RegionAuszeichnungen für Musikverkäufe (Land/Region, Auszeichnungen, Verkäufe, Quellen) | Gold       | Platin       | Verkäufe  | Quellen           |
| -------------------------------------------------------------------------------------------- | ---------- | ------------ | --------- | ----------------- |
| Deutschland (BVMI)                                                                           | 4× Gold4   | 4× Platin4   | 2.900.000 | musikindustrie.de |
| Österreich (IFPI)                                                                            | 5× Gold5   | 6× Platin6   | 255.000   | ifpi.at AT2       |
| Polen (ZPAV)                                                                                 | —          | 2× Platin2   | 100.000   | olis.pl           |
| Schweiz (IFPI)                                                                               | 5× Gold5   | 2× Platin2   | 90.000    | hitparade.ch      |
| Insgesamt                                                                                    | 14× Gold14 | 14× Platin14 |           |                   |